# Bernardo Leyenda
Bernardo Alejandro Leyenda (Buenos Aires, Argentina, 26 de marzo de 1980) es un exfutbolista argentino. Jugaba de guardameta y su último club fue Club Atlético All Boys. Actualmente  es el entrenador de arqueros de la primera división del Club Atlético Newell's Old Boys.

## Trayectoria
Bernardo Leyenda (apodo: "Ley") nació en Buenos Aires, Argentina. Surgió de las inferiores de Vélez Sársfield, club en donde debutó profesionalmente en 1999 en un partido suspendido contra Independiente por la Copa Mercosur, con la particularidad que tras la expulsión de un compañero de equipo, tuvo que ingresar a la cancha para desempeñarse como delantero. Su debut como arquero llegaría un año después, ingresando contra Boca Juniors en la Bombonera. Fue suplente del guardameta José Luis Chilavert y cuando este último emigra a Francia, Leyenda hereda la titularidad y sus resultados lo llevan a ser transferido a Europa. En Europa se desempeña en el club Leganés y vuelve en 2004 para jugar en Banfield, donde cumple una gran temporada.
A mediados de 2005 es cedido a préstamo a Independiente donde termina perdiendo el puesto a manos del juvenil Oscar Ustari. Es transferido a River Plate donde no jugó ningún partido. Luego pasaría por Racing Club y fue la flamante incorporación del reciente ascendido San Martín de Tucumán. Ahí se desempeñó como suplente de Marcos Gutiérrez. En la temporada 2009/2010 se desempeña en buena forma en Defensa y Justicia. En enero del 2011 fue fichado por el Nacional de Potosí Bolivia donde fue titular todo el campeonato, luego fue transferido al Club Atlético All Boys de la Liga Argentina de Fútbol. En la segunda mitad del 2014 tras no renovar contrato con el "Albo" decidió colgar los guantes. Actualmente se ocupa la posición de entrenador de arqueros en el primer equipo de banfield, tras pasar por deportivo merlo y las divisiones juveniles del #taladro.

## Clubes
| Club                  | País      | Año       |
| --------------------- | --------- | --------- |
| Chacarita Juniors     | Argentina | 1998      |
| Vélez Sársfield       | Argentina | 1999-2003 |
| CD Leganés            | España    | 2003-2004 |
| Banfield              | Argentina | 2004-2005 |
| Independiente         | Argentina | 2005-2006 |
| River                 | Argentina | 2006-2007 |
| Racing                | Argentina | 2008      |
| San Martín de Tucumán | Argentina | 2008-2009 |
| Defensa y Justicia    | Argentina | 2009-2010 |
| Nacional Potosí       | Bolivia   | 2011      |
| All Boys              | Argentina | 2011-2014 |